# Максимов Євген Володимирович
Євген Володимирович Максимов (28 січня 1921 р. — 2 серпня 2008 р.) — радянський та український археолог, слов'янознавець. Доктор історичних наук, професор. Лауреат Державної премії України в галузі науки і техніки (1991).

## Життєпис

Могила Євгена Максимова, Лук'янівське кладовище

Народився в Києві. Закінчив історичний факультет Київського Державного Університету в 1949 р. Працював в Інституті археології АН УРСР у Києві провідним науковим співробітником.
Досліджував археологічні культури населення лісостепової території УРСР I тис. до н. е. — I тис. н.&n sp;е. (зокрема, скіфську лісостепову, милоградську, зарубинецьку, київську) та історію стародавніх слов'ян. Очолював археологічні експедиції на території лісостепової України з 1957 р. до 1985 р..
Помер на 88-му році життя 2 серпня 2008 року. Похований на Лук'янівському кладовищі (ділянка № 9, 50°28′7.04″ пн. ш. 30°27′16.76″ сх. д. / 50.4686222° пн. ш. 30.4546556° сх. д.).

## Праці
Має 132 наукових публікації.
- Стародавні східні слов'яни // Книга для читання з історії УРСР х найдавніших часів до кінця 50-х років XIX ст. — К., 1960;
- Стародавні східні слов'яни // Книга для читання з історії УРСР х найдавніших часів до кінця 50-х років XIX ст. — К., 1970;
- (рос.)Среднее Поднепровье на рубеже нашей эры. — К., 1972;
- (рос.)Зарубинецкая культура на территории УССР. — К., 1982;
- (рос.)Археологические памятник близ хутора Монастырек на Среднем Днепре. — К., 1988 (у співавторсті);
- Взаємовідносини зарубинецьких та степових племен Подніпров'ї на рубежі нової ери // УІЖ, 1969, № 8.